# Le Choix d'une vie
Pour plus de détails, voir Fiche technique et Distribution.
Le Choix d'une vie (ou Pleine Lune à Woodstock au Québec et A Walk on the Moon en anglais) est un film américano-australien réalisé par Tony Goldwyn, sorti en 1999.

## Synopsis
Une jeune femme mariée trop jeune (Diane Lane) rêve de s’émanciper et de braver les interdits avec un vendeur de chemises ambulant (Viggo Mortensen), sur fond des années hippies, festival de Woodstock et voyage sur la Lune.

## Fiche technique
- Titre original : A Walk on the Moon
- Réalisation : Tony Goldwyn
- Scénario : Pamela Gray
- Photographie : Anthony B. Richmond
- Musique : Mason Daring
- Distribution : Miramax
- Durée : 107 minutes
- Date de sortie :
  - États-Unis, Canada : 2 avril 1999
  - France : 30 août 2000

## Distribution
- Diane Lane (VQ : Élise Bertrand et VF : Marjorie Frantz) : Pearl Kantrowitz
- Viggo Mortensen (VQ : Louis-Philippe Dandenault et VF : Patrick Laplace) : Walker Jerome
- Liev Schreiber (VQ : Gilbert Lachance) : Marty Kantrowitz
- Anna Paquin (VQ : Caroline Dhavernas) : Alison Kantrowitz
- Tovah Feldshuh (VQ : Madeleine Arsenault) : Lilian Kantrowitz
- Bobby Boriello (VQ : Anthoni Jasmin-Vézina) : Daniel Kantrowitz
- Star Jasper (VQ : Chantal Baril) : Rhoda Leiberman
- Julie Kavner (VQ : Élizabeth Chouvalidzé) : l'annonceure
- Joseph Perrino (VQ : Hugolin Chevrette) : Ross Epstein
- Mahée Paiement : Mrs. Dymbort

Source VQ : Doublage Québec Source VF : RS Doublage

## Récompenses
Le film a été nommé pour le Satellite Award du meilleur scénario original en 2000.